# Shadrach
Shadrach is een Amerikaanse film uit 1998, geregisseerd door Susanna Styron met Martin Sheen (stem), John Franklin Sawyer, Scott Terra, Ginnie Randall en Darrell Larson. Dit naar een kort verhaal van William Styron

## In het kort
Een voormalige slaaf vecht om begraven te worden op een plaats naar zijn keuze.